# Percy Peter
Percy Peter (n. 28 martie 1902, Metropolitan Borough of Kensington⁠(d), Anglia, Regatul Unit al Marii Britanii și Irlandei – d. 23 noiembrie 1986, Christchurch, Dorset, Anglia, Regatul Unit) a fost un înotător ce a reprezentat Regatul Unit al Marii Britanii și al Irlandei de Nord, medaliat olimpic. A participat la 3 ediții ale Jocurilor Olimpice (1920, 1924, 1928) în care a câștigat două medalii de bronz.